# Serie B NFLI 2006
La Serie B NFLI 2006 è stata la ventesima edizione del terzo livello del campionato italiano di football americano (ottava con la denominazione Serie B, quarta edizione a 9 giocatori); è stato organizzato dalla NFL Italia.

## Regular season

### Classifica

#### Girone Est
| Pos. | Squadra          | %V   | G | V | N | P | PF  | PS  |
| ---- | ---------------- | ---- | - | - | - | - | --- | --- |
| 1    | Redskins Verona  | .833 | 6 | 5 | 0 | 1 | 101 | 34  |
| 2    | Wolfz Merano     | .500 | 6 | 3 | 0 | 3 | 81  | 50  |
| 3    | Mustangs Trieste | .500 | 6 | 3 | 0 | 3 | 94  | 74  |
| 4    | Saints Padova    | .333 | 6 | 2 | 0 | 4 | 66  | 80  |
| 5    | Chiefs Ravenna   | .333 | 6 | 2 | 0 | 4 | 30  | 126 |

#### Girone Ovest
| Pos. | Squadra                      | %V    | G | V | N | P | PF  | PS  |
| ---- | ---------------------------- | ----- | - | - | - | - | --- | --- |
| 1    | Predatori Golfo del Tigullio | 1.000 | 6 | 6 | 0 | 0 | 125 | 26  |
| 2    | Lancieri Novara              | .667  | 6 | 4 | 0 | 2 | 56  | 50  |
| 3    | Bobcats Parma                | .500  | 6 | 3 | 0 | 3 | 82  | 72  |
| 4    | Daemons Brugherio            | .333  | 6 | 2 | 0 | 4 | 110 | 102 |
| 5    | Neptunes Bologna             | .333  | 6 | 2 | 0 | 4 | 74  | 96  |
| 6    | American Felix Molinella     | .167  | 6 | 1 | 0 | 5 | 51  | 152 |

## Playoff
|  | Semifinali | Semifinali                   | Semifinali |              |    | IV Ninebowl     | IV Ninebowl | IV Ninebowl |  |
|  |            |                              |            |              |    |                 |             |             |  |
|  | 1E         | Redskins Verona              | 42         |              |    |                 |             |             |  |
|  | 1E         | Redskins Verona              | 42         |              |    |                 |             |             |  |
|  | 2O         | Lancieri Novara              | 8          |              |    |                 |             |             |  |
|  | 2O         | Lancieri Novara              | 8          |              | 1E | Redskins Verona | 0           |             |  |
|  |            |                              |            |              | 1E | Redskins Verona | 0           |             |  |
|  |            |                              | 2E         | Wolfz Merano | 9  |                 |             |             |  |
|  | 1O         | Predatori Golfo del Tigullio | 2E         | Wolfz Merano | 9  | 0               |             |             |  |
|  | 1O         | Predatori Golfo del Tigullio |            |              |    |                 |             |             |  |
|  | 2E         | Wolfz Merano                 | 10         |              |    |                 |             |             |  |

### IV Ninebowl
Il IV Ninebowl si è disputato il 3 giugno 2006 al Campo Angelo Daneri di Chiavari. L'incontro è stato vinto dai Wolfz Merano sui Redskins Verona con il risultato di 9 a 0.

## Verdetti
- Wolfz Merano vincitori del Ninebowl.